# 鮑楠
鲍楠（1460年—1505年），字子良，号寐斋，又号龙山，南直隶徽州歙县（今属安徽省）人，明朝官員。

## 生平
成化十六年（1480年）庚子科應天府鄉試舉人，二十年（1484年）甲辰科进士。历官户部湖广清吏司主事、浙江司主事，升贵州司员外郎。